# Japan North American clade
Japan North American clade è una denominazione provvisoria per una sottotribù di piante spermatofita monocotiledone di bambù appartenente alla famiglia Poaceae (ordine delle Poales).

## Descrizione

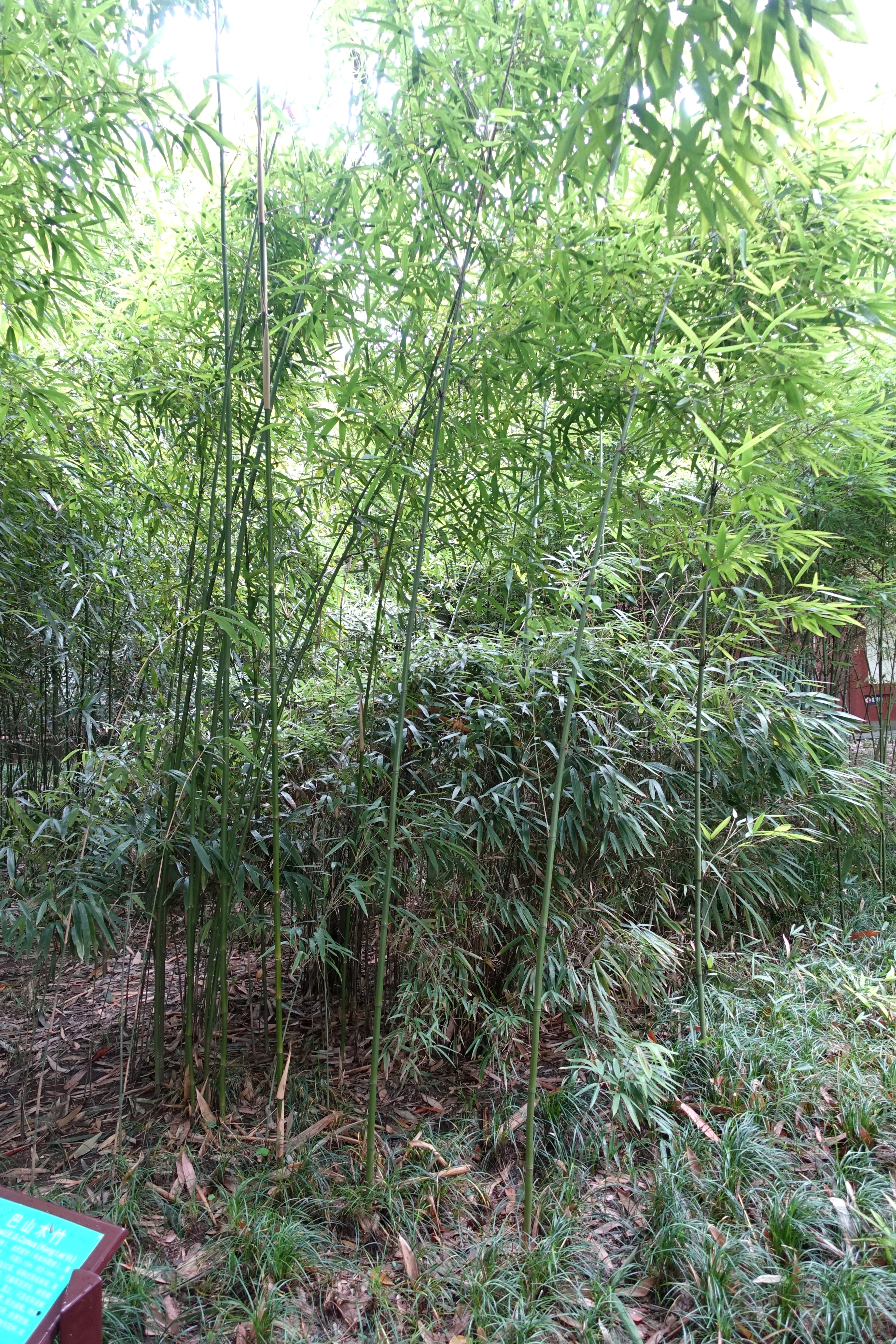
Il portamento
Arundinaria fargesii

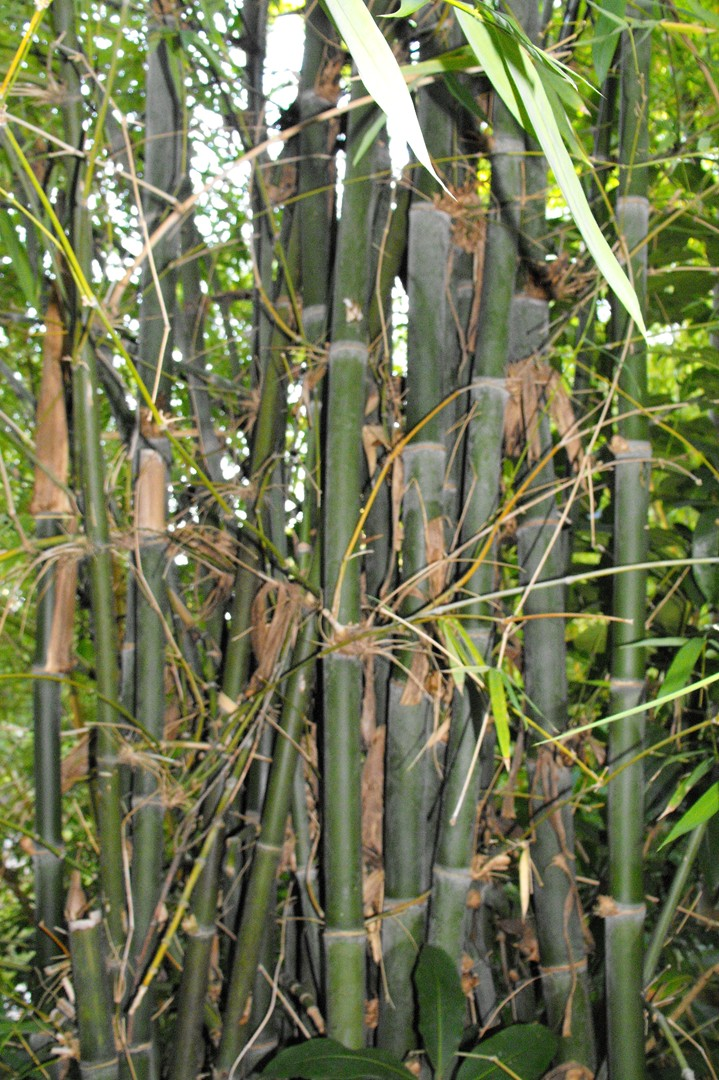
I culmi con rami laterali
Sasa tsuboiana

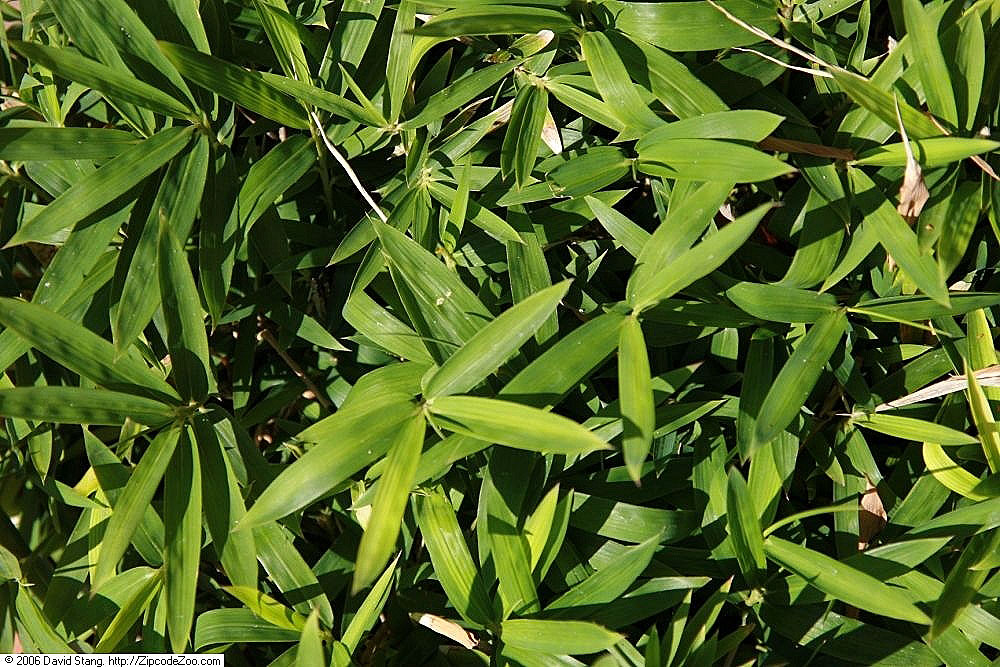
Le foglie
Arundinaria pygmaea

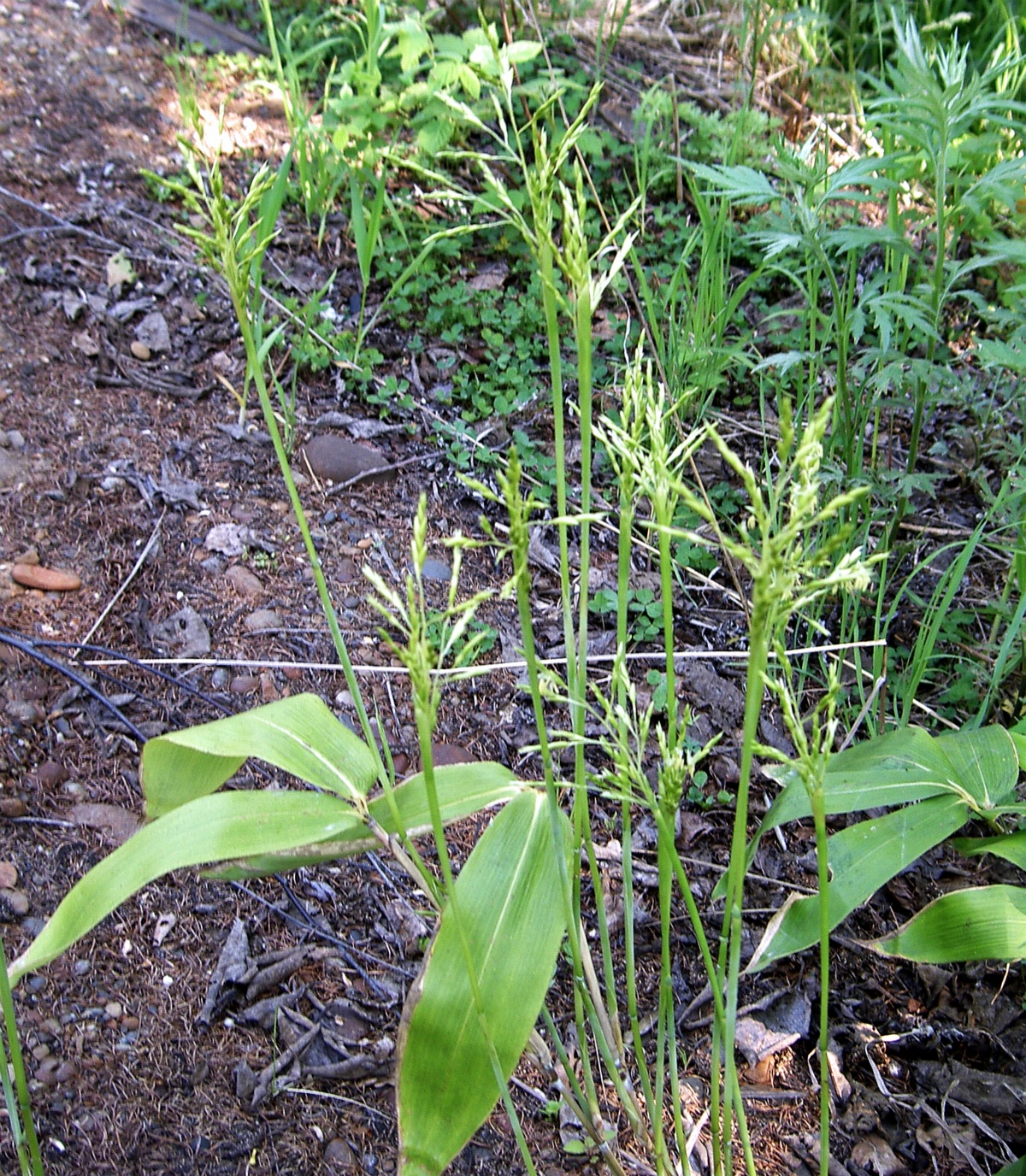
Infiorescenza
Sasa kurilensis

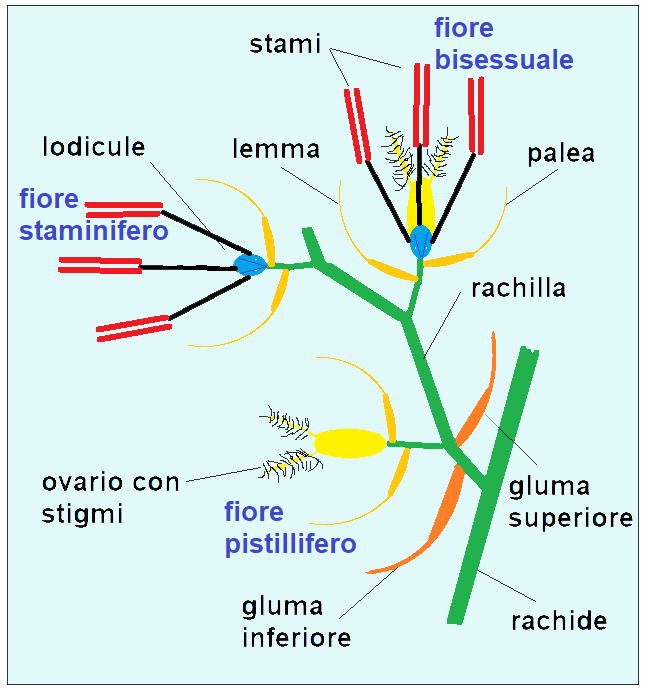
Spighetta generica con tre fiori diversi

- Il portamento delle specie di questo gruppo è cespitoso (o pluricespitoso). Le radici in genere sono del tipo fascicolato derivate da rizomi allungati ("leptomorfi"). I culmi, legnosi, sono eretti e raggiungono altezze di circa 8 metri (minimo 1,5 metri in Sasamorpha). Gli internodi sono affusolati; nodi sono prominenti (gonfiati) sia glabri che pubescenti. I rami per nodo sono da 1 a 3 (quello centrale a volte è più grande); i rami spesso si annodano tra di loro; i primi 5 internodi (più o meno) alla base di ogni ramo non sono sviluppati o sono poco allungati. In Sasamorpha il culmo e l'asse dell'infiorescenza si presentano ricoperti di bianco talcato.[1][4][5][6][7][8][9][10]
- Le foglie lungo il culmo sono alterne e distiche e si originano dai vari nodi. Sono composte da una guaina, una ligula e una lamina.

- Foglie del culmo: le guaine sono decidue o persistenti; sono presenti (oppure no in Sasamorpha) dei padiglioni auricolari; le lamine hanno un portamento eretto o riflesso; il contorno delle lame è lanceolato (in Sasa le foglie sono più grandi dei culmi). Le venature sono parallelinervie senza quelle trasversali.
- Foglie del fogliame: le lamine hanno i padiglioni auricolari con guaine fimbriate (padiglioni assenti in Sasamorpha); il contorno delle lame è lanceolato o oblungo; le venature sono parallelinervie (quelle trasversali sono sottili ma visibili).

- Infiorescenza principale (sinfiorescenza o semplicemente spiga): le infiorescenze sono oppure no ramificate e sono pauciflore (1 - 3 spighette). La forma dell'infiorescenza è panicolata (sono dei racemi). In alcune specie sono presenti delle piccole brattee.
- Infiorescenza secondaria (o spighetta): le spighette, con pedicello, sono formate da molti fiori (fino a 12) sottesi da una o due brattee chiamate glume (distinte in inferiore e superiore). Le spighette possono terminare all'apice con dei fiori ridotti o sterili. La forma delle spighette è oblunga e compressa lateralmente. Alla base di ogni fiore sono presenti due brattee: la palea e il lemma. La disarticolazione avviene sotto ogni fiore fertile. Gli internodi della rachilla sono pubescenti.

- Le glume: la gluma inferiore è più piccola o assente; le glume sono persistenti con forme ellittiche e apici acuti; la consistenza è cartacea e sono prive di ciglia; sono venate (fino a 7 vene longitudinali).
- Il lemma: i lemmi hanno forme ovate, consistenza cartacea, e privi di ciglia con 7 vene; l'apice può essere mucronato.
- La palea: la pale è lunga come il lemma; ha poche venature con superficie scabra.

- I fiori fertili sono attinomorfi formati da 3 verticilli: perianzio ridotto, androceo  e gineceo.

- Formula fiorale:

- , P 2, A (1-)3(-6), G (2–3) supero, cariosside.

- Il perianzio è ridotto e formato da tre lodicule, delle squame, poco visibili (forse relitto di un verticillo di 3 sepali).

- L'androceo è composto da 3 stami (6 in Sasa e Sasamorpha) ognuno con un breve filamento libero, una antera e due teche. Le antere sono basifisse con deiscenza laterale. Il polline è monoporato.

- Il gineceo è composto da 3-(2) carpelli connati formanti un ovario supero. L'ovario, glabro ha un solo loculo con un solo ovulo subapicale (o quasi basale). L'ovulo è anfitropo e semianatropo e tenuinucellato o crassinucellato. Lo stilo, ridotto o assente, è unico con tre stigmi papillosi.

- I frutti sono del tipo cariosside, ossia sono dei piccoli chicchi indeiscenti, con forme da ovoidi a ellissoidi con becco, con il pericarpo formato da una sottile parete che circonda il singolo seme. In particolare il pericarpo è fuso al seme ed è aderente. L'endocarpo non è indurito e l'ilo è lungo e lineare. L'embrione è provvisto di epiblasto. I margini embrionali della foglia si sovrappongono. La fessura scutellare è assente.

## Biologia
In generale nelle erbe delle Poaceae la fecondazione avviene fondamentalmente tramite l'impollinazione dei fiori per via  anemogama. Gli stigmi piumosi sono una caratteristica importante per catturare meglio il polline aereo.
I semi cadendo a terra, dopo aver eventualmente percorso alcuni metri a causa del vento (dispersione anemocora) sono dispersi soprattutto da insetti tipo formiche (mirmecoria).

## Distribuzione e habitat
La distribuzione delle specie di questo gruppo comprende sia l'Asia orientale che l'America settentrionale.

## Tassonomia
La famiglia di appartenenza di questo gruppo (Poaceae) comprende circa 650 generi e 9.700 specie (secondo altri Autori 670 generi e 9.500). Con una distribuzione cosmopolita è una delle famiglie più numerose e più importanti del gruppo delle monocotiledoni e di grande interesse economico: tre quarti delle terre coltivate del mondo produce cereali (più del 50% delle calorie umane proviene dalle graminacee). La famiglia è suddivisa in 12 sottofamiglie, il gruppo di questa voce è descritto al'interno della sottofamiglia Bambusoideae (tribù Arundinarieae).

### Filogenesi
La conoscenza filogenetica della tribù Arundinarieae è ancora in via di completamento. Per il momento i botanici (provvisoriamente) dividono la tribù in 12 cladi. Al gruppo di questa voce è assegnato al subclade "Japan North American clade" compreso nel sesto clade (Clade VI); questo subclade è inoltre "gruppo fratello" del subclade "Sino Japanese clade". Alcuni autori data la complessità e la carenza di informazioni preferiscono raggruppare i due subcladi "Sino Japanese clade" e "Japan-North American clade" in un unico clade "Arundinaria clade" (Clade VI).
La posizione filogenetica del subclade "Japan North American clade" (insieme al clade "Sino Japanese clade") è vicina al clade IV e al clade VIII. Occupa quindi una posizione centrale nella tribù.
In dettaglio:
- Arundinaria: alcuni sottogeneri di questo genere sono inclusi nel clade Phyllostachys clade e sono riconosciuti come generi distinti (Bashania e Sarocalamus). Altre specie sono state incluse nel genere Kuruna (Clade XII).
- Sasa: come convenzionalmente circoscritto è polifiletico. Alcune specie sono incluse nel Shibataea clade (Clade IV).
- Sasamorpha: le specie di questo genere tradizionalmente facevano parte del genere Sasa. Sono state segregate in base alla cera bianca presente su alcune parti delle piante e per le guaine dei culmi più lunghe degli internodi, mentre sono più corte in Sasa.

Solamente il genere Sasamorpha ha delle sinapomorfie riconosciute: il culmo e l'asse dell'infiorescenza si presentano ricoperti di bianco talcato.
Il subclade "Japan North American clade" si stima che si sia separato dal "Sino Japanese clade" attorno ai 3,0 - 3,4 milioni di anni fa (il primo valore è calcolato con procedure di calibrazione sul DNA; il secondo dato è ricavato dalle analisi dei fossili).
Il cladogramma seguente (provvisorio) è una sintesi basata sugli ultimi studi della tribù Arundinarieae.
|  | Arundinaria                                                         |
|  |                                                                     |
|  | \| \| Sasa \| \| \| \| \| \| Hibanobambusa tranquillans \| \| \| \| |
|  |                                                                     |
|  | Sasa                                                                |
|  |                                                                     |
|  | Hibanobambusa tranquillans                                          |
|  |                                                                     |

|  | Sasa                       |
|  |                            |
|  | Hibanobambusa tranquillans |
|  |                            |

### Composizione del clade
Il clade si compone di 4 generi e circa 50 specie. Il numero dei generi e delle specie di questo gruppo è provvisorio e attende ulteriori studi per definire meglio la sua circoscrizione. Per le note riguardanti i singoli generi vedere il paragrafo Filogenesi.
| Genere                                 | Specie                                                             | Distribuzione                            |
| -------------------------------------- | ------------------------------------------------------------------ | ---------------------------------------- |
| Arundinaria Michx., 1803               | 3                                                                  | USA sud orientale                        |
| Hibanobambusa Maruy. & H.Okamura, 1979 | Una specie: Hibanobambusa tranquillans (Koidz.) Maruy. & H.Okamura |                                          |
| Sasa Makino ex Nakai, 1901             | 40                                                                 | Cina, Giappone e Corea.                  |
| Sasamorpha Nakai, 1931                 | 5                                                                  | Cina, Giappone, Corea e Russia asiatica. |